# L'Ordinaire des Amériques
L'Ordinaire des Amériques est une revue numérique de Sciences humaines et sociales éditée par l'Institut Pluridisciplinaire pour les Etudes sur les Amériques à Toulouse – IPEALT (Université Toulouse – Jean Jaurès). Elle est l'héritière de L’Ordinaire du Mexicaniste (1974-1988), L’Ordinaire Mexique-Amérique Centrale (jusqu'en 1994) et L’Ordinaire Latino-américain (jusqu’en 2010).
Elle regroupe des articles en quatre langues (anglais, espagnol, français, portugais), et est disponible en ligne sur OpenEdition journals.